# Hurling

Contee dell'Irlanda colorate per competizione All-Ireland disputata

L'hurling (in irlandese iomáint/iománaíocht) è uno sport di squadra all'aperto di origini celtiche, giocato con una mazza (hurley) e una palla (sliotar).
Il gioco, praticato prevalentemente in Irlanda, è uno degli sport di squadra più veloci al mondo in termini di rapidità di gioco (anche se la palla viaggia più velocemente in altri sport come per esempio il disco nell'hockey su ghiaccio). Somiglia ad altri giochi praticati nei paesi anglosassoni, come lo shinty scozzese, il cammag sull'Isola di Man o il bando gallese. Quando l'hurling viene giocato dalle donne prende il nome di camogie. L'hurling è uno degli sport nativi irlandesi, e i campionati vengono gestiti dalla Gaelic Athletic Association (GAA).

## Storia
Alcune leggi precedenti alle Brehon Laws trattano dello hurling e potrebbero essere state scritte prima del 400.

### XII secolo
La storia del Táin Bó Cúailnge (narrata in vecchie leggende) descrive l'eroe Cúchulainn mentre gioca a hurling presso L'Emain Macha.
Meallbreatha parla di punizioni per infortuni ripetuti ad un giocatore, molte di queste ricordano lo hurling.
I racconti di Seanchás Mór sulle Brehon Law dicono che il figlio di un rí (un re locale) poteva far bronzare la mazza, mentre gli altri dovevano usarne una in rame. Era illegale confiscare una mazza.

### XIII secolo
Lo statuto di Kilkenny vieta lo hurling per colpa dell'eccessiva violenza.

### XVI secolo
1527: monumento a Galway City: "At no time to use ne occupy ye hurling of ye litill balle with the hookie sticks or staves, nor use no hand balle to play without the walls, but only the great foot balle."
1587: Lord Chancellor William Gerrarde protesta perché i coloni inglesi delle piantagioni Munster parlano irlandese e giocano a hurling.

### XIX secolo
Nel 1884 viene fondata la GAA (Gaelic Athletic Association) a Thurles, Tipperary.

### XX secolo
Il XX secolo ha visto una grande organizzazione di hurling e calcio gaelico. Il campionato all-Ireland Hurling si è affiancato ai tornei provinciali. Cork, Kilkenny e Tipperary hanno dominato questo sport nel XX secolo con più di 20 titoli a testa. Wexford, Waterford, Clare, Limerick, Offaly, Dublin e Galway sono le altre grandi città che hanno partecipato. L'ultima edizione è stata vinta da Cork con una squadra giovane in cui hanno brillato Joe Deane e Brian Corceran. Questa squadra ha anche dominato il campionato nei primi anni del XXI secolo.

## Gioco

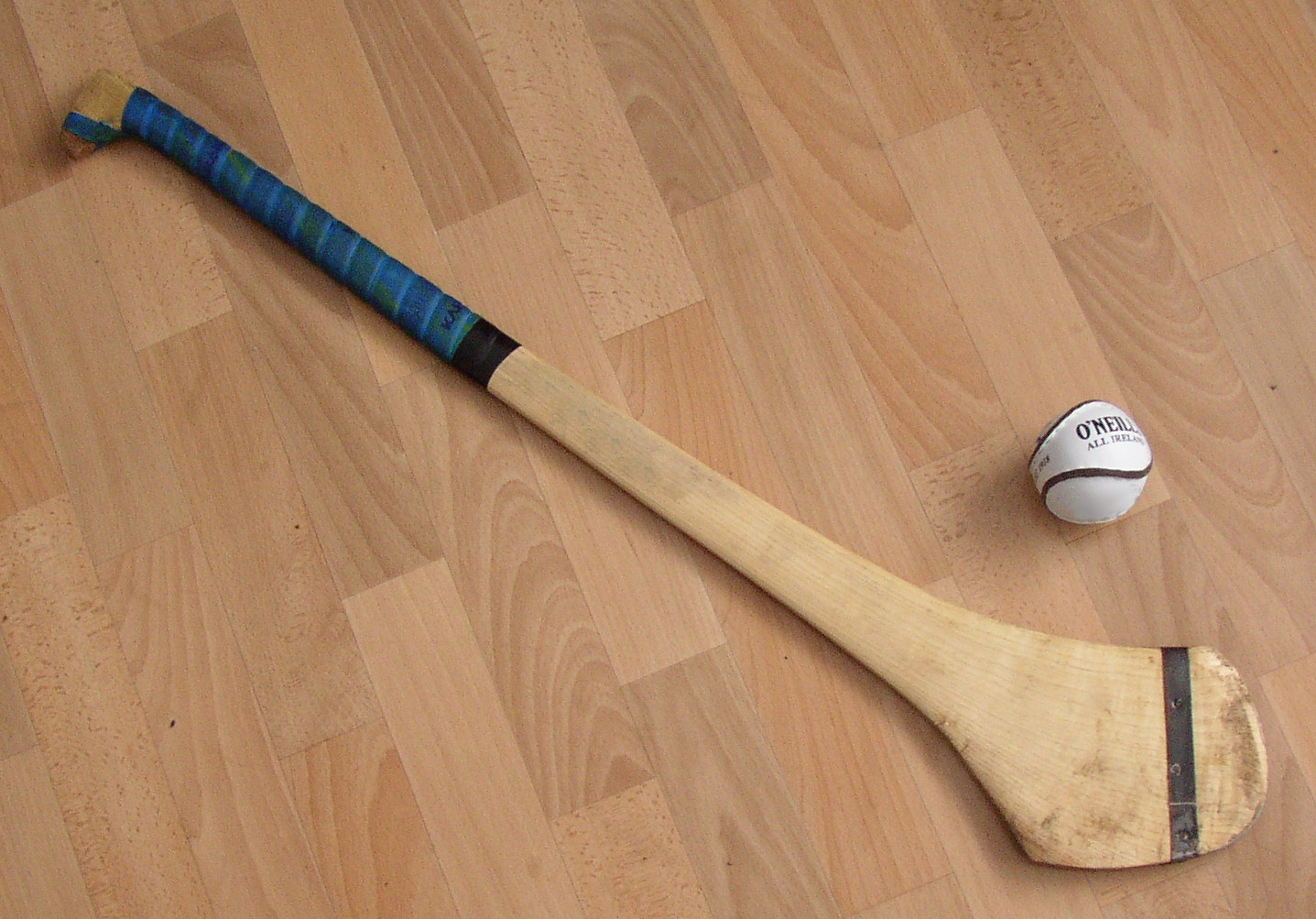
Hurley e sliotar (mazza e palla da hurling)

L'obiettivo di questo gioco è segnare più punti (o gol) dell'avversario. Ogni squadra è composta da 15 giocatori.
La mazza, chiamata hurley o camán, è costruita tradizionalmente con la radice di un frassino e misura 64-97 cm (25-38 pollici) di lunghezza con una faccia piatta opposta al manico chiamata bas. La palla, chiamata sliotar, è fatta di cuoio ed ha un diametro di 65 millimetri (2,55 pollici). Il portiere gioca con una mazza che ha un manico di dimensione doppia rispetto agli altri giocatori. Un buon colpo può raggiungere la velocità di 150 km/h (93 mph) ed una distanza di 80 metri (262 piedi).
Durante una partita i giocatori attaccano la porta avversaria e difendono la propria. Quando la palla è in campo, può essere giocata colpendola o sollevandola, usando la mazza, in aria, dove può essere colpita al volo o raccolta in mano; se la palla viene raccolta, il giocatore non la può lanciare o trasportare per più di 4 passi o 4 secondi; può invece colpirla con la mazza, con la mano o calciandola. Il bas può essere usato per trasportare la palla.
Contatti casuali tra i difensori possono accadere, per questo si utilizza un casco protettivo di plastica comprensivo di maschera. L'uso del casco, solo raccomandato per i maggiorenni, è obbligatorio per gli under 18.

## Regole

### Campo di gioco

Diagramma del campo di gioco dello hurling (e del calcio gaelico)

Il campo è un rettangolo d'erba, lungo 130-150 metri e largo 80-90. Alle due estremità ci sono due porte a forma di H con una rete nella parte inferiore. Lo stesso campo viene usato per il calcio gaelico; la GAA, che organizza entrambi gli sport, ha omologato le dimensioni per permetterne l'uso comune. Sul campo vengono segnate delle linee a 13, 20 e 65 metri da ogni linea di fondo. Campi più corti e porte più piccole vengono usati per i giocatori con meno di 13 anni.

### Squadre

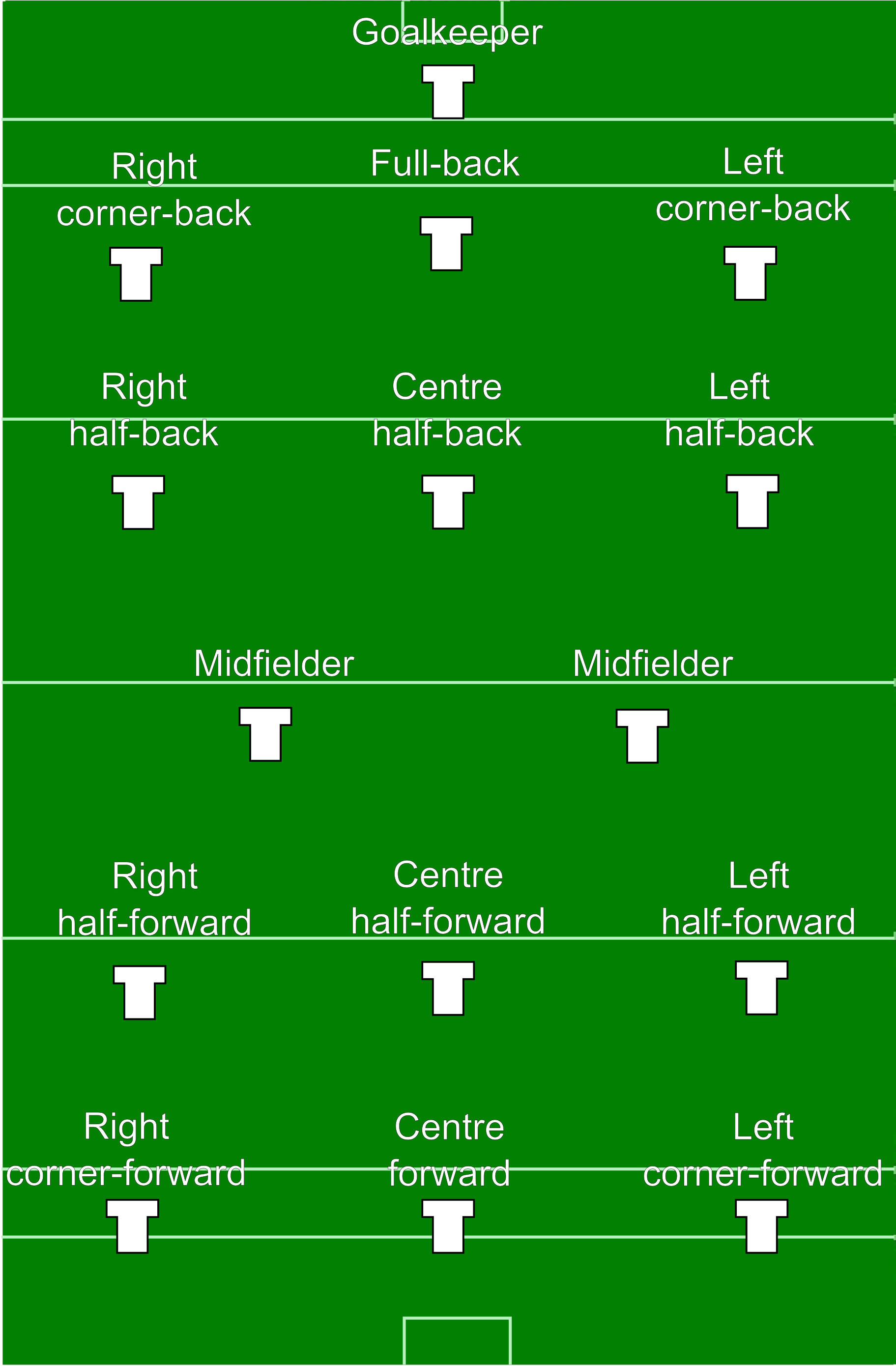
Posizioni nello hurling (e nel calcio gaelico)

Le squadre sono composte da 15 giocatori (un portiere, due corner back, un full back, tre half back, due centrocampisti, 3 mezzali e 3 punte) più tre riserve. Ogni giocatore è numerato da 1 a 15, partendo dal portiere, che deve indossare una divisa di colore diverso. Nei campionati per club disputati fuori dall'Irlanda è comune anche la formula a 11 giocatori, senza la presenza del full back, dell'half back centrale, di una mezzala e della punta avanzata.

### Durata dell'incontro

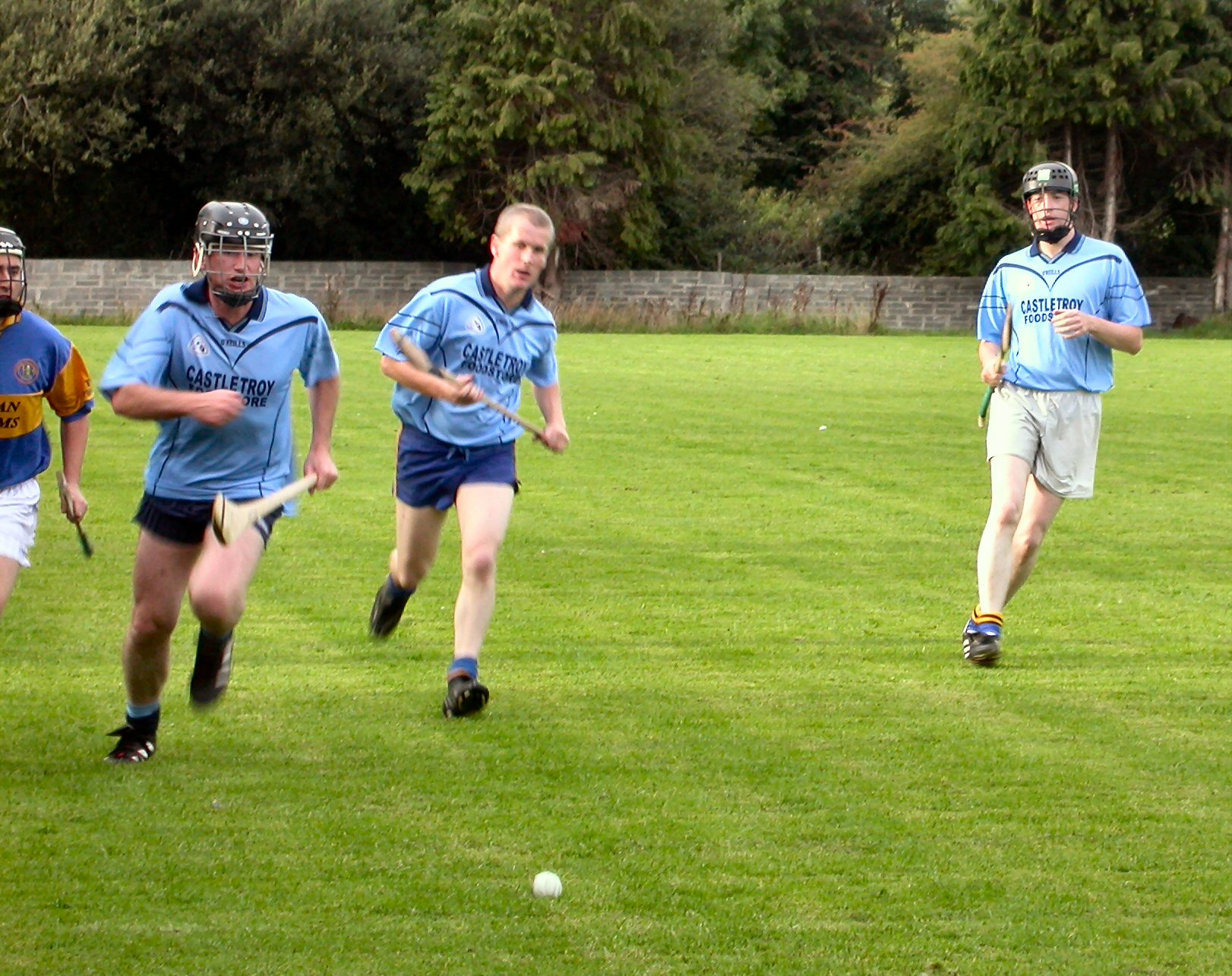
Áth an Mhuileann v. Tobar Phádraig, Limerick, 28/8/2004

Le partite del Senior inter-county durano 70 minuti (35 per tempo). Tutte le altre durano 60 minuti. Per gli under 13 la lunghezza dell'incontro può essere accorciata a 50. Il controllo del tempo è a discrezione dell'arbitro che aggiunge anche un recupero alla fine di ogni tempo.
Se uno scontro diretto finisce in parità la partita viene rigiocata. Se anche la seconda volta c'è un pareggio vengono giocati due tempi supplementari da 10 minuti. Se ancora è pareggio si rigioca un'altra volta.
Nelle competizioni tra club le partite non vengono rigiocate a causa dei problemi di tempo. Si gioca invece il supplementare, e se la gara è ancora in pareggio verrà rigiocata. Alcune competizioni prevedono l'uso dei calci di rigore.

### Falli tecnici
I seguenti sono considerati falli tecnici ("fouling the ball"):
- raccogliere la palla direttamente da terra;
- lanciare la palla;
- muoversi per 5 passi con la palla in mano. Può essere fatta rimbalzare o trasportata con la mazza;
- prendere la palla 3 volte in fila senza che tocchi terra (il tocco sulla mazza non conta);
- spostare la palla da una mano all'altra;
- segnare di mano un gol o un punto;
- lasciar cadere o lanciare la mazza;
- palla quadrata, una regola spesso contestata: se, nel momento in cui la palla entra nel rettangolo più piccolo (in area), c'è già un attaccante all'interno, viene fischiata punizione per la difesa.

### Punteggio
I punti vengono realizzati spedendo la sliotar (palla) tra i pali avversari. I pali, che sono piazzati sulla linea di fondo, hanno la forma di H (tipica del rugby) ma con una rete sotto la traversa (come nel calcio). La porta è larga 7 yards (6,37 metri) e la traversa è alta 7 piedi (2,12 metri) dal suolo.
Se la palla supera la traversa viene realizzato un punto ed un fazzoletto bianco viene sollevato da un arbitro. Se invece passa sotto la traversa si segna un gol, che equivale a 3 punti, ed un fazzoletto verde viene alzato. La porta è difesa dal portiere. Il punteggio viene registrato con il formato {gol totali}-{punti totali}.

### Contrasti
I giocatori possono essere contrastati ma non colpiti con la mazza. Tirare la maglia, lottare, spingere o sgambettare sono comportamenti vietati. Esistono molti modi per cercare il contatto, i più famosi sono:
- il blocco: un giocatore tenta di fermare un tiro avversario bloccando la palla tra la sua mazza e quella dell'altro.
- il gancio: un giocatore attacca l'avversario da dietro tentando di bloccare la mazza dell'avversario con la propria al momento del colpo.
- la spinta laterale: due giocatori che cercano entrambi la palla possono scontrarsi con le spalle per vincere il tackle.

### Ripresa del gioco
- La partita comincia con l'arbitro che lancia la palla tra i 4 centrocampisti sulla linea di metà campo.
- Dopo che un giocatore ha segnato dei punti, o dopo un tiro fuori, il portiere può rilanciare all'interno del rettangolo piccolo. Tutti i giocatori devono essere entro i 20 metri.
- Se un difensore tira la palla oltre la linea di fondo, l'attaccante può fare un 65 dalla linea dei 65 metri. Il tiro viene eseguito alzando e colpendo la palla.
- Se la palla esce lateralmente, l'altra squadra effettua una rimessa dal punto in cui la palla è uscita. La rimessa va fatta da terra.
- Dopo un fallo, la squadra ha un tiro libero dal punto in cui il fallo è stato commesso. Colpo effettuato alzando e colpendo.
- Dopo il fallo del difensore nel rettangolo grande, gli altri hanno diritto ad un rigore da terra nel punto centrale della linea dei 20 metri. Solo il portiere e due difensori possono difendere la porta. Il colpo viene effettuato alzando e colpendo la palla.
- Se molti giocatori lottano per la palla e non è chiaro chi ha fatto il primo fallo, l'arbitro può decidere di lanciare la palla tra loro.

### Arbitraggio
Ogni gara viene diretta da 8 arbitri:
- arbitro principale;
- due guardalinee;
- quarto uomo (solo per gare di inter-county);
- quattro arbitri (due per ogni linea di fondo).

L'arbitro è responsabile dell'inizio e della fine del gioco, registra il punteggio, assegna le punizioni e sanziona o espelle i giocatori.
I guardalinee indicano la direzione delle rimesse all'arbitro.
Il quarto uomo controlla le sostituzioni ed indica l'ammontare del recupero (deciso dall'arbitro) ed i giocatori sostituiti con un tabellone elettronico.
Gli ufficiali di fondo campo giudicano le reti. Indicano all'arbitro se un tiro è fuori (allargando le braccia), se è un tiro dai 65 (alzano un braccio), un punto (fazzoletto bianco) o un gol (fazzoletto verde).
Tutti insieme aiutano l'arbitro segnalandogli cose che gli sono sfuggite, anche se in realtà è raro. L'arbitro principale può rifiutare qualsiasi suggerimento degli altri arbitri.

## Nazionale e internazionale
Nonostante al mondo esistano molte squadre di club, solo l'Irlanda ha una squadra nazionale; questa e la squadra di shinty scozzese hanno giocato per molti anni con regole modificate (come per i match di international rules con il calcio gaelico e il calcio australiano e le rispettive selezioni). Questa partita è la sola gara internazionale. Le competizioni a livello di club stanno crescendo in Europa coinvolgendo sempre più nazioni, che disputano ogni anno un Campionato europeo per club organizzato da Gaelic Games Europe.
Attualmente non esistono club di hurling attivi in Italia, nonostante nel 2008, a Milano, si sia tenuto un incontro dimostrativo di questo sport. In Europa, la gran parte dei club è concentrata in Germania (dove si disputa anche un campionato nazionale a 8 squadre), Belgio, Paesi Bassi, Lussemburgo e Svizzera.
Tra il 2015 e il 2019 gli Stati Uniti hanno ospitato l'Hurling Classic, una serie di incontri dimostrativi che ha visto protagoniste alcune tra le più titolate contee irlandesi, tra cui Galway, Dublino e Kilkenny. Il format, giocato secondo una formula semplificata a 11 giocatori denominata Super 11s, è andato in scena rispettivamente al Fenway Park di Boston dal 2015 al 2018 e presso il Citi Field di New York nel 2019.

## Principali eventi di hurling
- All-Ireland Senior Hurling Championship
  - Munster Senior Hurling Championship
  - Leinster Senior Hurling Championship
  - Ulster Senior Hurling Championship
  - Connacht Senior Hurling Championship
- National Hurling League
- Christy Ring Cup
- Nicky Rackard Cup
- All-Ireland Senior Club Hurling Championship
- All-Ireland Under-21 Hurling Championship
- All-Ireland Minor Hurling Championship
- Poc Fada
- Féile na nGael